# A boca de canó
A boca de canó (títol original en anglès Point Blank) és una pel·lícula estatunidenca dirigida per John Boorman, estrenada el 1967. Es tracta d'una adaptació de la novel·la de Donald E. Westlake, The Hunter. Ha estat doblada al català. S'ha rodat un remake el 1999 per Brian Helgeland sota el títol de Payback. La pel·lícula és una de les primeres rodades a Alcatraz després del seu tancament el 1963. La pel·lícula s'havia de rodar a San Francisco però Boorman va preferir fer-ho a Los Angeles: ... volia crear aquest món buit i àrid i Los Angeles m’anava bé.

## Argument

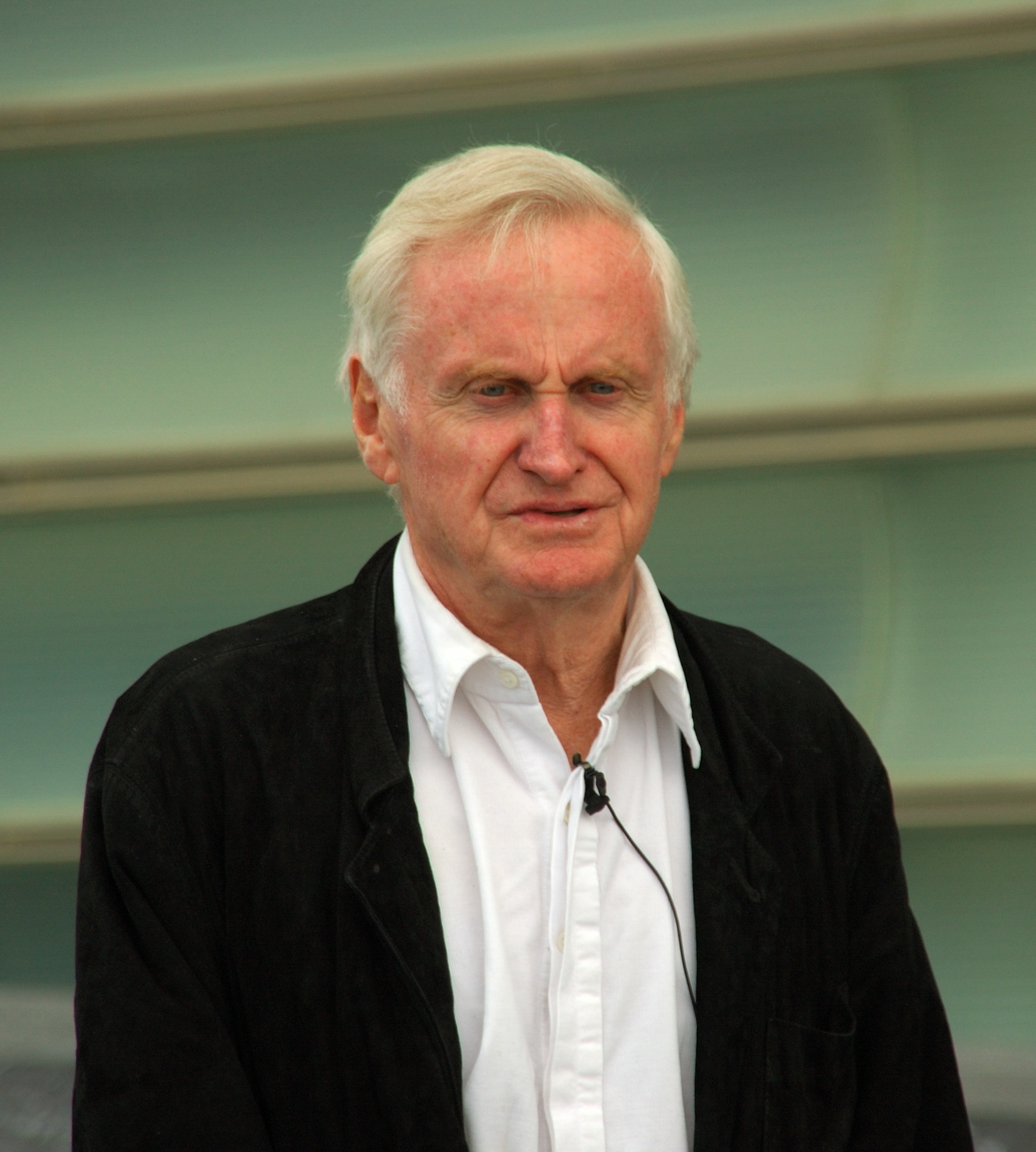
John Boorman

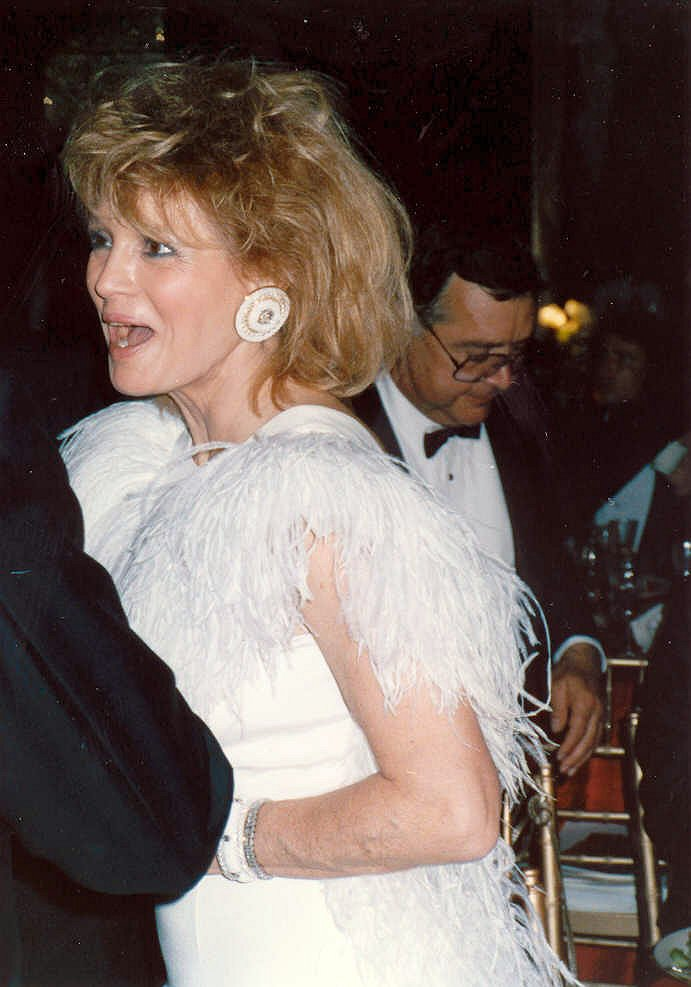
Angie Dickinson

Ajudant el seu amic Mel Reese, Walker es fa abatre per ell. Intenta recuperar els seus 93.000 dòlars. Però Reese forma ara part de l'Organització i és amb la dona de Walker.

## Repartiment
- Lee Marvin: Walker
- Angie Dickinson: Chris
- Keenan Wynn: Yost
- Carroll O'Connor: Brewster
- Lloyd Bochner: Frederick Carter
- Michael Strong: Stegman
- John Vernon: Mal Reese
- Sharon Acker: Lynne
- James Sikking: Home amb fusell
- Lawrence Hauben: Venedor de cotxes
- Sid Haig: Primer vigilant d'apartament
- Michael Bell: Segon vigilant d'apartament
- Kathleen Freeman: Primera ciutadana

## Crítiques
Angie Dickinson, el 1996, dirà s'ha retret la violència a la pel·lícula, però si es mira bé, el personatge de Lee Marvin no mata ningú, excepte un cotxe i un llit. Catalitza la violència, no la comet. El cineasta Wayne Wang recorda haver estat colpit pel seu punt de vista clarament anglès barrejat de sensibilitat pop i quasi psicodèlica. La pel·lícula és també destacable per la seva narració desestructurada, una mena de flux de consciència, del tot inhabitual en un relat policíac. A 50 anys de cinema americà, Bertrand Tavernier i Jean-Pierre Coursodon diran de la pel·lícula que és un thriller fracassat i oníric. Per a la seva primera pel·lícula americana, John Boorman roda a Alcatraz abandonat. Un petó mortal dels anys seixanta.